# 499 f.Kr.

Karta över det joniska upproret 499–493 f.Kr.

## Händelser

### Efter plats

#### Grekland
- Efter att å persernas vägnar ha misslyckats med ett anfall på den upproriska ön Naxos tre år tidigare planerar guvernören Aristagoras av Miletos tillsammans med de andra joniska städerna ett uppror mot perserna, för att undvika den persiske kungen Dareios I:s vrede. På uppmaning från Miletos förre tyrann Histiaios (som också är hans svärfar) uppmuntrar han de joniska städerna i Mindre Asien att göra uppror mot Persiska riket, vilket inleder det joniska upproret och de persiska krigen mellan Grekland och Persien. Den pro-persiske tyrannen i Mytilene stenas till döds.
- Aristagoras söker i upproret mot perserna hjälp av kung Kleomenes I av Sparta, men spartanerna är ovilliga att svara på begäran om hjälp.
- Det thrakiska Chersonesos har stått under persisk överhöghet sedan omkring 514 f.Kr., men dess kung Miltiades d.y. ansluter sig till det joniska upproret och erövrar öarna Lemnos och Imbros från perserna.